# Badalovo, Bereg
Badalovo (în ucraineană Бадалово) este o comună în raionul Bereg, regiunea Transcarpatia, Ucraina, formată numai din satul de reședință.

## Demografie
Componența lingvistică a comunei Badalovo
     Maghiară (98,19%)
     Ucraineană (1,34%)
     Alte limbi (0,41%)
Conform recensământului din 2001, majoritatea populației comunei Badalovo era vorbitoare de maghiară (98,19%), existând în minoritate și vorbitori de ucraineană (1,34%).